# UCI Women's World Tour 2018

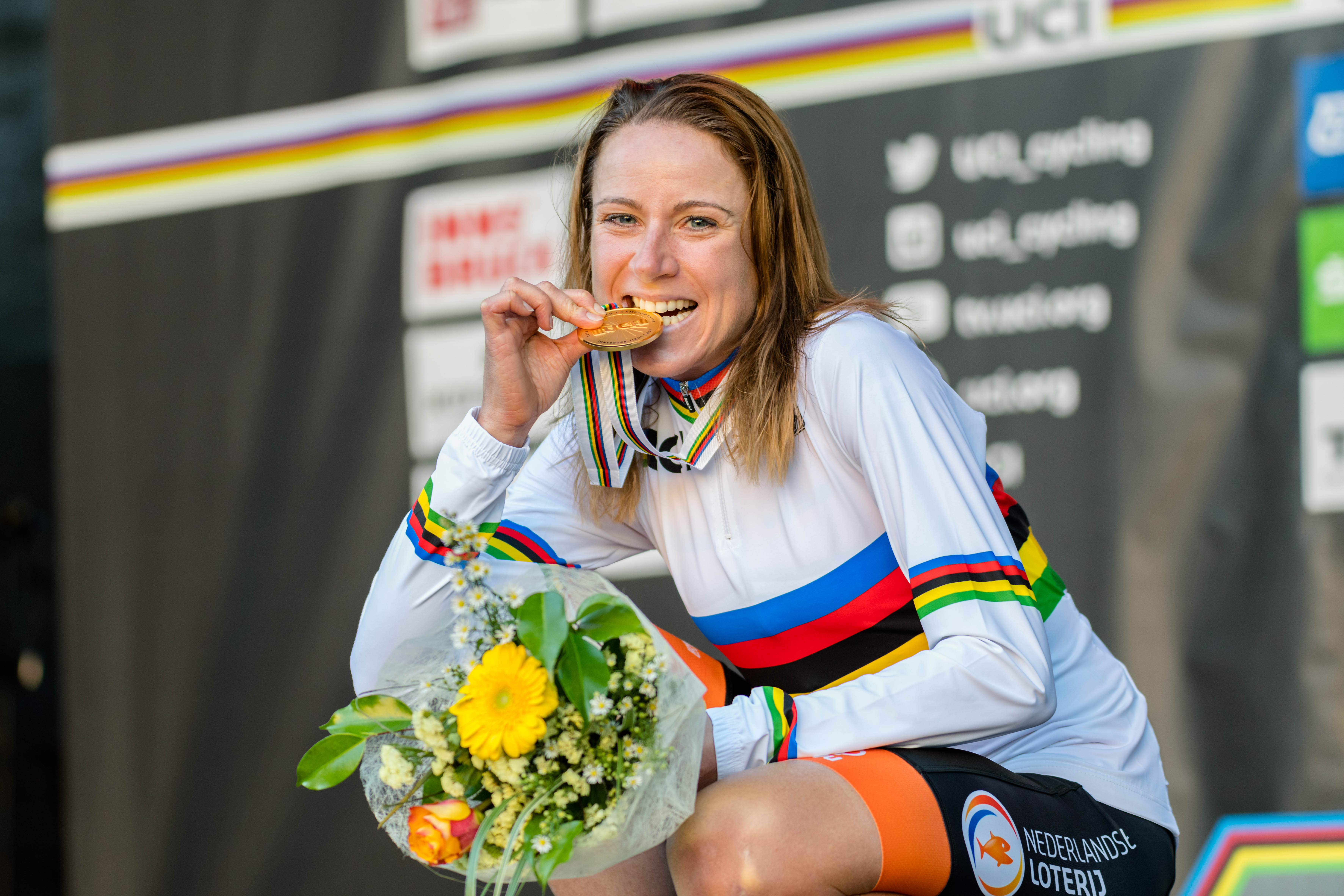
Eindwinnares Annemiek van Vleuten werd tevens eerste in de UCI-ranking en won ook het WK tijdrijden.

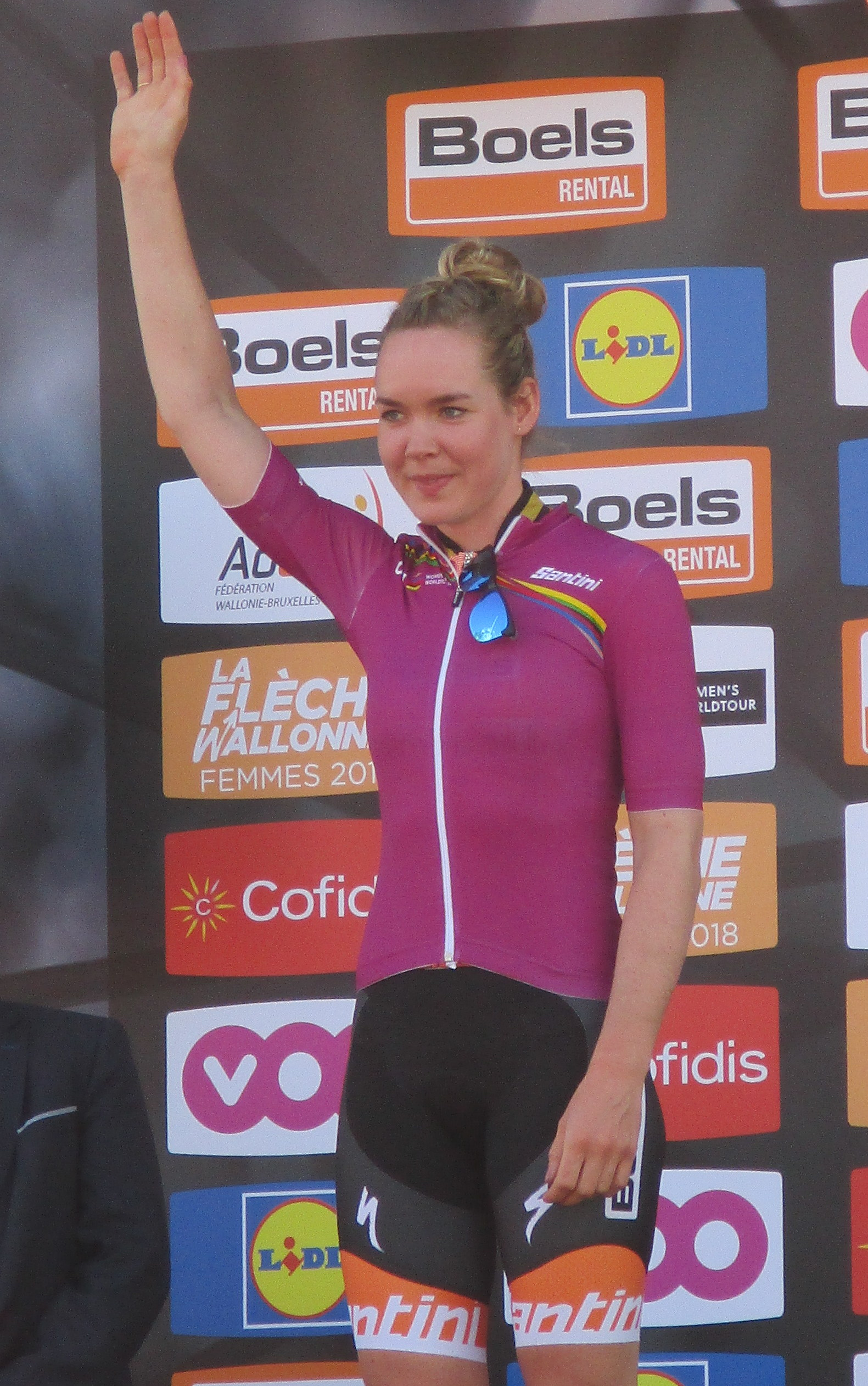
Anna van der Breggen droeg de leiderstrui van april tot augustus.

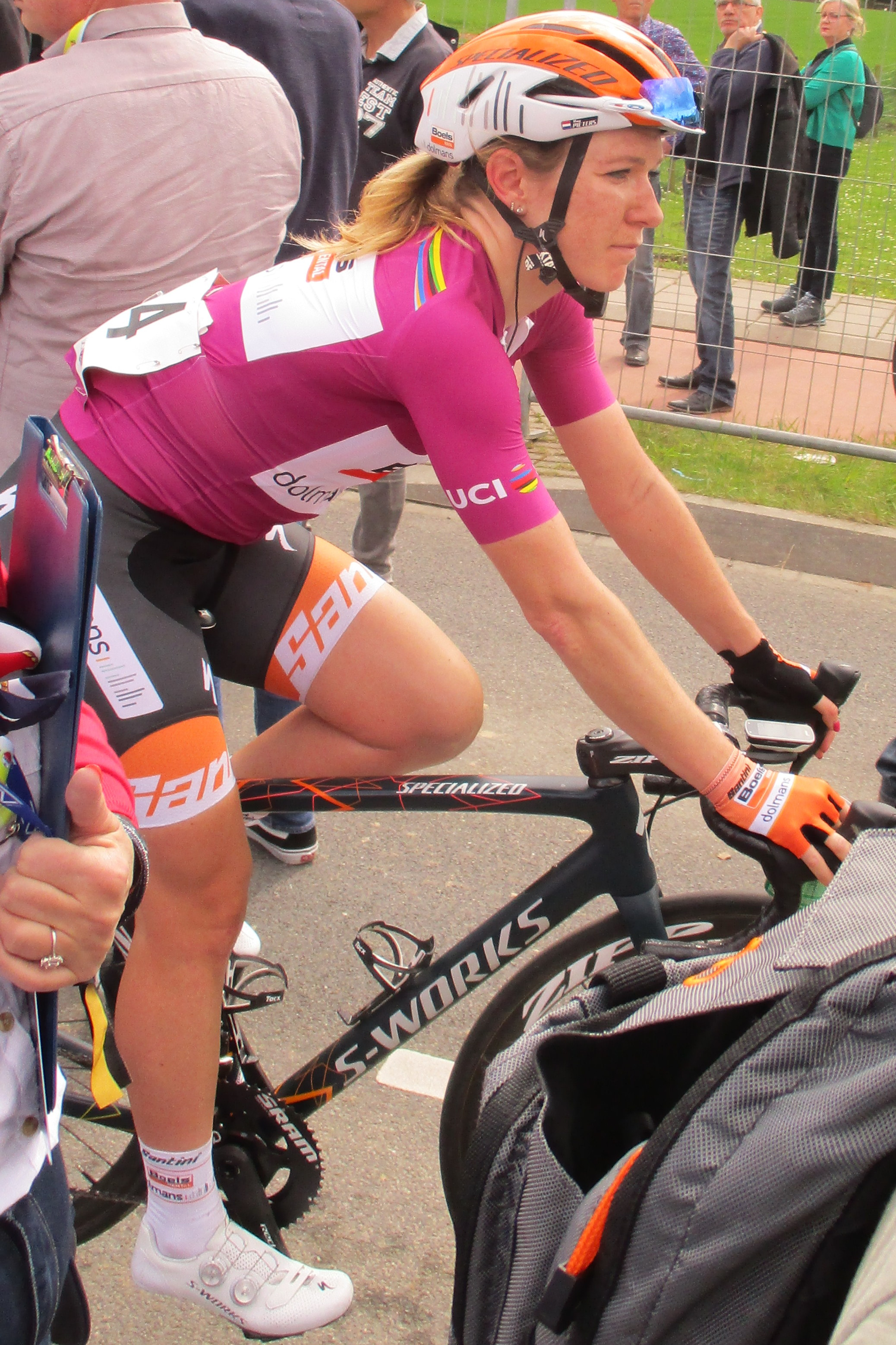
Amy Pieters droeg de leiderstrui in de Amstel Gold Race.

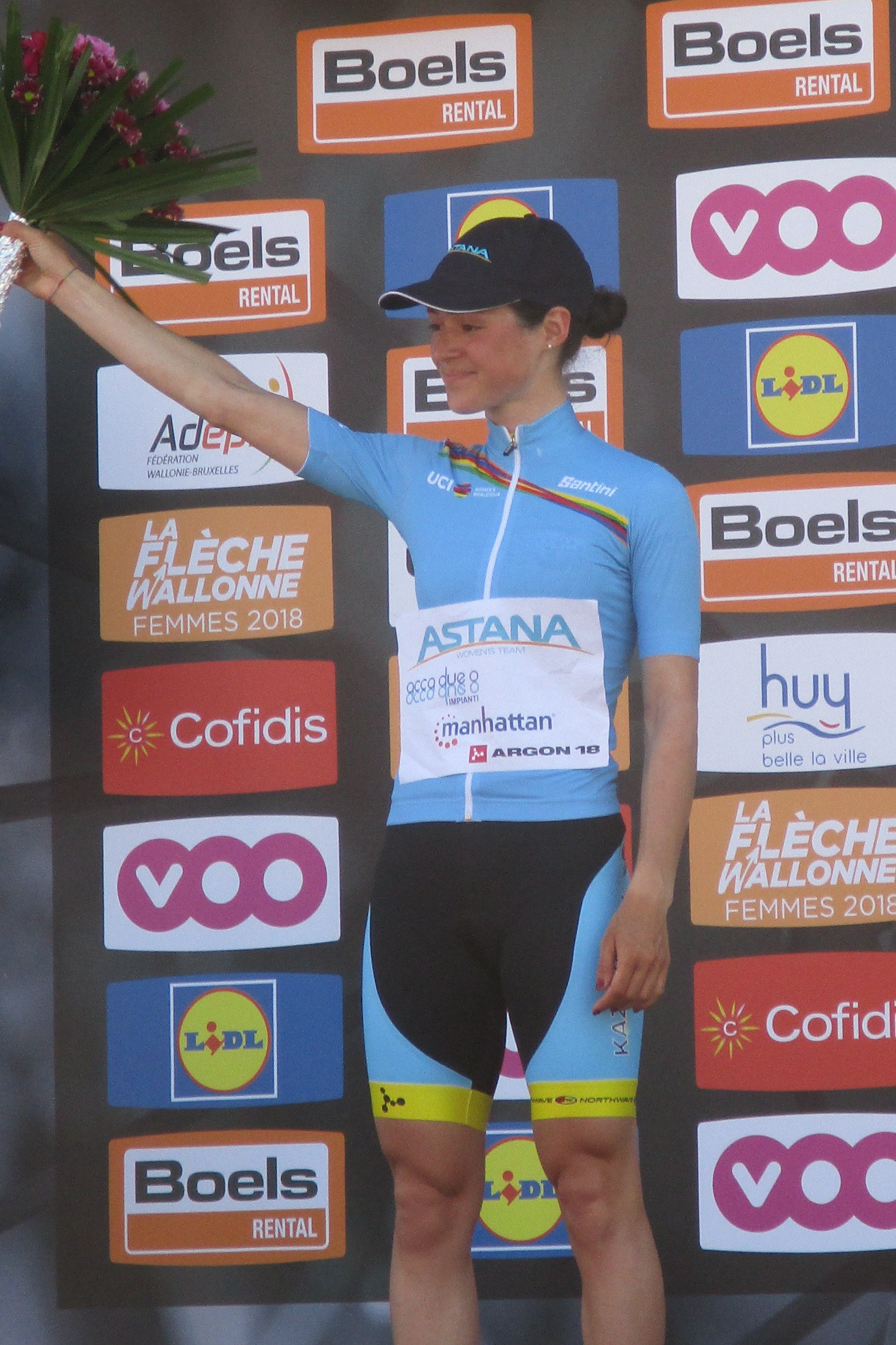
Beste jongere Sofia Bertizzolo.

De UCI Women's World Tour 2018 is de derde editie van deze internationale wielerwedstrijdcyclus voor vrouwen, georganiseerd door de UCI. De eerste Women's World Tour in 2016 verving de wereldbeker voor vrouwen, die tussen 1998 en 2015 bestond. Titelverdedigster Anna van der Breggen ging ook deze editie lang aan de leiding, echter in de laatste maand ging de eindoverwinning naar Annemiek van Vleuten.
Ten opzichte van de eerste twee jaren werd de editie van 2018 uitgebreid met één rittenkoers en twee eendagswedstrijden. Zo kreeg de mannenwedstrijd Driedaagse van De Panne-Koksijde een wedstrijd van één dag voor vrouwen. De Spaans-Baskische etappewedstrijd Emakumeen Bira, die dit jaar 31 jaar bestond, kreeg vanaf dit jaar ook de World Tour-status. Het seizoen werd afgesloten op 21 oktober met de nieuwe Chinese wedstrijd de Ronde van Guangxi. La Madrid Challenge werd uitgebreid met een ploegentijdrit en de Ladies Tour of Norway kreeg een ploegentijdrit erbij als losse wedstrijd. De Amerikaanse Philadelphia Cycling Classic, die in 2017 geannuleerd werd, keerde ook in 2018 niet terug. In totaal telde deze editie 16 eendagswedstrijden en acht etappewedstrijden; bij elkaar 52 wedstrijddagen. Naast twee wedstrijden in China en één in de Verenigde Staten, vonden alle overige wedstrijden plaats in Europa.
In onderstaande tabel staan de vijftien ploegen die automatisch een uitnodiging kregen voor alle wedstrijden. Zij hadden wel startrecht, maar geen startplicht.
| 1-5              | 6-10                               | 11-15              |
| ---------------- | ---------------------------------- | ------------------ |
| Boels Dolmans    | Wiggle High5                       | BTC City Ljubljana |
| Mitchelton-Scott | Waowdeals                          | Hitec Products     |
| Team Sunweb      | Alé Cipollini                      | Astana             |
| Cervélo-Bigla    | Cylance                            | Team Virtu         |
| Canyon-SRAM      | FDJ Nouvelle-Aquitaine Futuroscope | Valcar PBM         |

## Overzicht
De eerste vijf wedstrijden werden gewonnen door vijf verschillende rensters van vier verschillende ploegen en vier verschillende nationaliteiten. Anna van der Breggen won de Strade Bianche na een lange solo in bizarre weersomstandigheden. Een week later won haar ploeg- en landgenote Amy Pieters de Ronde van Drenthe. Ook de Trofeo Alfredo Binda werd in de stromende regen gewonnen na een indrukwekkende solo van de Poolse Katarzyna Niewiadoma; zij nam ook de leiding over in de World Tour. De Belgische Jolien D'Hoore won in eigen land de vernieuwde Driedaagse Brugge-De Panne. De Italiaanse voormalig wereldkampioene Marta Bastianelli versloeg D'Hoore drie dagen later in Gent-Wevelgem. De Belgische mocht hierdoor de leiderstrui dragen tijdens de Ronde van Vlaanderen, die deze keer gewonnen werd door Van der Breggen. De olympisch kampioene startte haar solo van ruim 25 kilometer op dezelfde plek als waar later die dag Niki Terpstra zijn winnende solo zou beginnen. Twee weken later ging ook de Amstel Gold Race naar Boels Dolmans: wereldkampioene Chantal Blaak won vanuit een kopgroep van oorspronkelijk acht rensters. Blaak nam hierdoor de leiderstrui over van haar ploeggenote Pieters. De laatste klassiekers, de Waalse Pijl en Luik-Bastenaken-Luik, werden net als het jaar ervoor een prooi voor Van der Breggen, die tevens de paarse leiderstrui terug om haar schouders kreeg.
Na deze voorjaarsklassiekers begonnen de meerdaagse etappewedstrijden. De Tour of Chongming Island werd verrassend gewonnen door de Duitse Charlotte Becker, die de tweede etappe won vanuit een kopgroep, de enige etappe ooit die niet uitdraaide op een massasprint. Doordat de Tour of California niet tijdens de eerste drie maar naar de laatste drie etappes van de mannenwedstrijd werd verschoven, overlapte deze met de Spaans-Baskische Emakumeen Bira, waardoor veel Europese ploegen Baskenland verkozen boven Californië. Wel reden o.a. Megan Guarnier en veldrijdster Katie Compton voor de nationale selectie; winnares werd Katie Hall, die het jaar ervoor tweede werd op slechts één seconde. De Emakumeen Bira werd gewonnen door de Australische Amanda Spratt door een lange solo van 50 kilometer in de slotetappe, waardoor ze de leiderstrui veroverde op haar ploeggenote Van Vleuten. De Giro Rosa werd met ruime voorsprong gewonnen door Van Vleuten. Zij won drie etappes in de enige grote ronde voor vrouwen: de klimtijdrit, de bergrit naar de Monte Zoncolan en de slotetappe. Haar ploeggenote D'Hoore won twee sprintetappes en Spratt won de eerste bergetappe. Twee dagen na de Giro verplaatste het peloton zich naar de Franse Alpen voor La Course. Van der Breggen, die niet aanwezig was in de Giro, kwam als eerste over de slotklim, maar werd in de laatste 25 meter overvleugeld door Van Vleuten.
Ook de massasprint in de Prudential Ride London werd een Nederlandse overwinning: Kirsten Wild won voor Wiggle High5, de laatste World Tour-zege voor deze ploeg die na dit seizoen ophield te bestaan. In de Open de Suède Vårgårda werd de ploegentijdrit een prooi voor Boels Dolmans en de wegrit ging naar Marianne Vos. Ook in de Ladies Tour of Norway werd een losse ploegentijdrit verreden die gewonnen werd door Team Sunweb. De drie etappes en eindzege werden gewonnen door Vos, die daarmee de leiding in de World Tour overnam. Ze zette haar goede vorm voort in de GP de Plouay, maar werd in de sprint geklopt door Pieters. In de Boels Ladies Tour won Van Vleuten drie van de zes etappes: de proloog in Arnhem, de tweede etappe over de heuvels rond Nijmegen en de afsluitende tijdrit in Roosendaal. Net als het voorgaande jaar droeg ze alle etappes de leiderstrui en veroverde dankzij de eindzege ook de leiderstrui van de World Tour. La Madrid Challenge werd deze keer uitgebreid met een ploegentijdrit die werd gewonnen door Team Sunweb. In de afsluitende sprintetappe sloot Giorgia Bronzini haar carrière winnend af, de eindzege ging naar Ellen van Dijk. In oktober werd de World Tour afgesloten met de Chinese Ronde van Guangxi, waar de Cubaanse Arlenis Sierra de sprint won, maar waar de meeste topploegen en toprensters afwezig waren. De top drie in het eindklassement bleef ongewijzigd: Annemiek van Vleuten won met 17 punten voor Marianne Vos en 88 punten voor Anna van der Breggen; een volledig Nederlands podium. Ook Amy Pieters en Ellen van Dijk eindigden in de top tien. De beste jongere was de Italiaanse Sofia Bertizzolo, met een ruime voorsprong op de Duitse Liane Lippert en Jeanne Korevaar. De beste ploeg was voor het derde jaar op rij Boels Dolmans.
| Datum           | Wedstrijd                        | Winnares             | Ploeg            | Leidster             |
| --------------- | -------------------------------- | -------------------- | ---------------- | -------------------- |
| 3 maart         | Strade Bianche                   | Anna van der Breggen | Boels Dolmans    | Anna van der Breggen |
| 11 maart        | Ronde van Drenthe                | Amy Pieters          | Boels Dolmans    | Anna van der Breggen |
| 18 maart        | Trofeo Alfredo Binda             | Katarzyna Niewiadoma | Canyon-SRAM      | Katarzyna Niewiadoma |
| 22 maart        | Driedaagse Brugge-De Panne       | Jolien D'Hoore       | Mitchelton-Scott | Katarzyna Niewiadoma |
| 25 maart        | Gent–Wevelgem in Flanders Field  | Marta Bastianelli    | Alé Cipollini    | Jolien D'Hoore       |
| 1 april         | Ronde van Vlaanderen             | Anna van der Breggen | Boels Dolmans    | Amy Pieters          |
| 15 april        | Amstel Gold Race                 | Chantal Blaak        | Boels Dolmans    | Chantal Blaak        |
| 18 april        | Waalse Pijl                      | Anna van der Breggen | Boels Dolmans    | Anna van der Breggen |
| 22 april        | Luik-Bastenaken-Luik             | Anna van der Breggen | Boels Dolmans    | Anna van der Breggen |
| 26-28 april     | Tour of Chongming Island         | Charlotte Becker     | Hitec Products   | Anna van der Breggen |
| 17-19 mei       | Amgen Tour of California         | Katie Hall           | UnitedHealthcare | Anna van der Breggen |
| 19-22 mei       | Emakumeen Bira                   | Amanda Spratt        | Mitchelton-Scott | Anna van der Breggen |
| 13-17 juni      | OVO Energy Women's Tour          | Coryn Rivera         | Team Sunweb      | Anna van der Breggen |
| 6-15 juli       | Giro d'Italia Int. Femminile     | Annemiek van Vleuten | Mitchelton-Scott | Anna van der Breggen |
| 17 juli         | La Course by Le Tour de France   | Annemiek van Vleuten | Mitchelton-Scott | Anna van der Breggen |
| 28 juli         | Prudential Ride London           | Kirsten Wild         | Wiggle High5     | Anna van der Breggen |
| 10 augustus     | Open de Suède Vårgårda (TTT)     | Boels Dolmans        | Boels Dolmans    | Anna van der Breggen |
| 13 augustus     | Open de Suède Vårgårda           | Marianne Vos         | Waowdeals        | Anna van der Breggen |
| 16 augustus     | Ladies Tour of Norway (TTT)      | Team Sunweb          | Team Sunweb      | Anna van der Breggen |
| 17-19 augustus  | Ladies Tour of Norway            | Marianne Vos         | Waowdeals        | Marianne Vos         |
| 25 augustus     | GP de Plouay-Bretagne            | Amy Pieters          | Boels Dolmans    | Marianne Vos         |
| 28 aug-2 sep    | Boels Ladies Tour                | Annemiek van Vleuten | Mitchelton-Scott | Annemiek van Vleuten |
| 15-16 september | La Madrid Challenge by La Vuelta | Ellen van Dijk       | Team Sunweb      | Annemiek van Vleuten |
| 21 oktober      | Ronde van Guangxi                | Arlenis Sierra       | Astana           | Annemiek van Vleuten |

## Puntentelling

Leiderstrui in Women's World Tour

Jongerentrui Women's World Tour

### Individueel klassement
De nummers één tot en met veertig behalen punten in zowel de eendagskoersen als voor het eindklassement in de etappewedstrijden.
| Plaats | 1e  | 2e  | 3e  | 4e  | 5e | 6e | 7e | 8e | 9e | 10e | 11e | 12e | 13e | 14e | 15e | 16e t/m 30e | 31e t/m 40e |
| Punten | 200 | 150 | 125 | 100 | 85 | 70 | 60 | 50 | 40 | 35  | 30  | 25  | 20  | 15  | 10  | 5           | 3           |

In de meerdaagse rittenkoersen zijn per etappe de volgende punten te behalen. Ook krijgt de draagster van de leiderstrui per etappe 5 punten.
| Plaats | 1e | 2e | 3e | 4e | 5e | 6e | 7e | 8e | 9e | 10e |
| Punten | 25 | 20 | 18 | 16 | 14 | 12 | 10 | 8  | 6  | 4   |

### Jongerenklassement
Elke wedstrijd behalen de eerste drie jongeren (onder 23 jaar aan het begin van het seizoen) respectievelijk 6, 4 en 2 punten.

### Ploegenklassement
Per ploeg worden de punten van alle rensters opgeteld, plus de punten verdiend in de ploegentijdrit in Zweden, waar de 20 beste ploegen de volgende punten behalen. In ploegentijdritten krijgen ploegen de punten volgens onderstaande tabel. Voor het individueel klassement worden de punten gelijk verdeeld onder de rensters die in dezelfde tijd finishen.
| Plaats | 1e  | 2e  | 3e  | 4e  | 5e | 6e | 7e | 8e | 9e | 10e | 11e | 12e | 13e | 14e | 15e | 16e t/m 30e |
| Punten | 200 | 150 | 125 | 100 | 85 | 70 | 60 | 50 | 40 | 35  | 30  | 25  | 20  | 15  | 10  | 5           |

## Eindklassementen
| №  | Individueel klassement | Punten   |
| -- | ---------------------- | -------- |
|    | Annemiek van Vleuten   | 1.411,86 |
|    | Marianne Vos           | 1.394,88 |
|    | Anna van der Breggen   | 1.323,33 |
| 4  | Amanda Spratt          | 1.218,86 |
| 5  | Coryn Rivera           | 1.040,50 |
| 6  | Ashleigh Moolman-Pasio | 1.012,95 |
| 7  | Amy Pieters            | 922,90   |
| 8  | Katarzyna Niewiadoma   | 887,67   |
| 9  | Jolien D'Hoore         | 688,86   |
| 10 | Ellen van Dijk         | 687,74   |

| № | Jongerenklassement (-23)                                                                   | Punten |
| - | ------------------------------------------------------------------------------------------ | ------ |
|   | Sofia Bertizzolo                                                                           | 42     |
|   | Liane Lippert                                                                              | 30     |
|   | Jeanne Korevaar                                                                            | 22     |
| 4 | Elisa Balsamo                                                                              | 18     |
| 5 | Amalie Dideriksen                                                                          | 14     |
| 6 | Letizia Paternoster                                                                        | 10     |
| 6 | Lisa Klein                                                                                 | 10     |
| 6 | Maria Novolodskaja                                                                         | 10     |
| 9 | (Elf rensters scoorden zes punten, onder wie de Nederlanders Aafke Soet en Lorena Wiebes.) | 6      |

| №  | Ploegenklassement | Punten |
| -- | ----------------- | ------ |
|    | Boels Dolmans     | 4.330  |
|    | Mitchelton-Scott  | 4.119  |
|    | Team Sunweb       | 3.322  |
| 4  | Canyon-SRAM       | 2.545  |
| 5  | Wiggle High5      | 2.384  |
| 6  | Waowdeals         | 2.381  |
| 7  | Cervélo-Bigla     | 1.987  |
| 8  | Alé Cipollini     | 1.472  |
| 9  | Astana            | 922    |
| 10 | Valcar PBM        | 912    |